# Nadleśnictwo Czerniejewo
Nadleśnictwo Czerniejewo – jednostka organizacyjna Lasów Państwowych podległa Regionalnej Dyrekcji Lasów Państwowych w Poznaniu. Administruje lasami o powierzchni 13 611,09 ha. W obecnym kształcie powstało w 1985 roku.
Nadleśnictwo położone jest w województwie wielkopolskim, na obszarze czterech powiatów: poznańskiego, gnieźnieńskiego, średzkiego oraz wrzesińskiego. Składa się z dwóch obrębów: Czerniejewo i Nekla, które z kolei dzielą się na 9 leśnictw: Jezierce, Karw, Linery, Promno, Dzikowy Bór, Milkarowo, Nekielka, Podstolice i Słomówko.

## Ochrona przyrody
Na terenie nadleśnictwa znajduje się Park Krajobrazowy Promno oraz południowa część Lednickiego Parku Krajobrazowego.
W granicach nadleśnictwa utworzono 7 rezerwatów przyrody: „Bielawy”, „Jezioro Dębiniec”, „Jezioro Drążynek”, „Las Liściasty w Promnie”, „Modrzew Polski w Noskowie”, „Okrąglak” oraz „Wiązy w Nowym Lesie”.